# Đội tuyển bóng đá quốc gia Gibraltar
Đội tuyển bóng đá quốc gia Gibraltar là đội tuyển bóng đá đại diện cho vùng lãnh thổ Gibraltar thuộc Vương quốc Anh, do Hiệp hội bóng đá Gibraltar quản lý. Đội bóng này được công nhận là thành viên thứ 211 của FIFA vào tháng 5 năm 2016 và được tham dự Vòng loại Giải vô địch bóng đá thế giới 2018. Trước đó, Gibraltar là thành viên đầy đủ của UEFA từ tháng 5 năm 2013 và có quyền tham dự các Giải vô địch bóng đá châu Âu kể từ vòng loại UEFA Euro 2016.

## Thành tích tại các giải đấu

### Giải vô địch thế giới
| Năm           | Thành tích                        |
| ------------- | --------------------------------- |
| 1930 đến 2014 | Không phải là thành viên của FIFA |
| 2018 đến 2022 | Không vượt qua vòng loại          |
| 2026 đến 2030 | Chưa xác định                     |

### Giải vô địch châu Âu
| Năm           | Thành tích                     |
| ------------- | ------------------------------ |
| 1960 đến 2012 | Không phải thành viên của UEFA |
| 2016 đến 2024 | Không vượt qua vòng loại       |
| 2028 đến 2032 | Chưa xác định                  |

#### UEFA Nations League
| Thành tích tại UEFA Nations League | Thành tích tại UEFA Nations League | Thành tích tại UEFA Nations League | Thành tích tại UEFA Nations League | Thành tích tại UEFA Nations League | Thành tích tại UEFA Nations League | Thành tích tại UEFA Nations League | Thành tích tại UEFA Nations League | Thành tích tại UEFA Nations League | Thành tích tại UEFA Nations League | Thành tích tại UEFA Nations League | Thành tích tại UEFA Nations League |
| Mùa giải                           | Hạng đấu                           | Bảng                               | Kết quả                            | Pos                                | Pld                                | W                                  | D                                  | L                                  | GF                                 | GA                                 |                                    |
| ---------------------------------- | ---------------------------------- | ---------------------------------- | ---------------------------------- | ---------------------------------- | ---------------------------------- | ---------------------------------- | ---------------------------------- | ---------------------------------- | ---------------------------------- | ---------------------------------- | ---------------------------------- |
| 2018–19                            | D                                  | 4                                  | Vòng bảng                          | 3rd (49th)                         | 6                                  | 2                                  | 0                                  | 4                                  | 5                                  | 15                                 |                                    |
| 2020–21                            | D                                  | 2                                  | Vòng bảng                          | 1st (49th)                         | 4                                  | 2                                  | 2                                  | 0                                  | 3                                  | 1                                  |                                    |
| 2022–23                            | C                                  | 4                                  | Vòng bảng                          | 4th (48th)                         | 6                                  | 0                                  | 1                                  | 5                                  | 3                                  | 18                                 |                                    |
| Tổng cộng                          | Tổng cộng                          | Tổng cộng                          | Vòng bảng                          | 3/3                                | 16                                 | 4                                  | 3                                  | 9                                  | 11                                 | 34                                 |                                    |

## Đội hình hiện tại
Đây là đội hình tham dự 2 trận giao hữu gặp Liechtenstein và Andorra vào tháng 11 năm 2022
Số liệu thống kê tính đến ngày 19 tháng 11 năm 2022 sau trận gặp Andorra.
| Số | VT | Cầu thủ                    | Ngày sinh (tuổi)  | Trận | Bàn | Câu lạc bộ        |
| -- | -- | -------------------------- | ----------------- | ---- | --- | ----------------- |
| 23 | TM | Dayle Coleing              | 23 tháng 10, 1996 | 21   | 0   | Lincoln Red Imps  |
| 1  | TM | Bradley Banda              | 20 tháng 1, 1998  | 5    | 0   | Europa            |
| 13 | TM | Jaylan Hankins             | 17 tháng 11, 2000 | 0    | 0   | Bruno's Magpies   |
|    |    |                            |                   |      |     |                   |
| 14 | HV | Roy Chipolina (đội trưởng) | 20 tháng 1, 1983  | 64   | 5   | Lincoln Red Imps  |
| 3  | HV | Joseph Chipolina           | 14 tháng 12, 1987 | 52   | 2   | Glacis United     |
| 12 | HV | Jayce Olivero              | 2 tháng 7, 1998   | 46   | 0   | Europa            |
| 5  | HV | Louie Annesley             | 3 tháng 5, 2000   | 35   | 1   | Blackburn Rovers  |
| 16 | HV | Aymen Mouelhi              | 14 tháng 9, 1986  | 26   | 0   | St Joseph's       |
| 20 | HV | Ethan Britto               | 30 tháng 11, 2000 | 26   | 0   | Lincoln Red Imps  |
| 2  | HV | Ethan Jolley               | 29 tháng 3, 1997  | 20   | 0   | Europa            |
| 6  | HV | Bernardo Lopes             | 30 tháng 7, 1993  | 10   | 0   | Lincoln Red Imps  |
|    |    |                            |                   |      |     |                   |
| 10 | TV | Liam Walker                | 13 tháng 4, 1988  | 67   | 5   | Lincoln Red Imps  |
| 18 | TV | Anthony Hernandez          | 3 tháng 2, 1995   | 28   | 1   | Europa            |
| 22 | TV | Graeme Torrilla            | 3 tháng 9, 1997   | 24   | 1   | Lincoln Red Imps  |
| 17 | TV | Kian Ronan                 | 9 tháng 3, 2001   | 21   | 0   | Lincoln Red Imps  |
| 11 | TV | Julian Valarino            | 23 tháng 6, 2000  | 20   | 0   | Lincoln Red Imps  |
| 8  | TV | Mohamed Badr               | 25 tháng 11, 1989 | 14   | 0   | Europa            |
| 4  | TV | Nicholas Pozo              | 19 tháng 1, 2005  | 3    | 0   | Cádiz             |
|    |    |                            |                   |      |     |                   |
| 7  | TĐ | Lee Casciaro               | 29 tháng 9, 1981  | 53   | 3   | Lincoln Red Imps  |
| 9  | TĐ | Reece Styche               | 3 tháng 5, 1989   | 30   | 3   | Stourbridge       |
| 19 | TĐ | Tjay De Barr               | 13 tháng 3, 2000  | 30   | 3   | Wycombe Wanderers |
| 21 | TĐ | Jamie Coombes              | 27 tháng 5, 1996  | 26   | 0   | Bruno's Magpies   |
| 15 | TĐ | Kelvin Morgan              | 14 tháng 11, 1997 | 2    | 0   | St Joseph's       |

### Triệu tập gần đây
| Vt | Cầu thủ          | Ngày sinh (tuổi)  | Số trận | Bt | Câu lạc bộ       | Lần cuối triệu tập                    |
| -- | ---------------- | ----------------- | ------- | -- | ---------------- | ------------------------------------- |
|    |                  |                   |         |    |                  |                                       |
| TM | Christian Lopez  | 10 tháng 2, 2001  | 0       | 0  | Europa           | v. Liechtenstein, 16 November 2022PRE |
| TM | Bradley Avellano | 1 tháng 11, 2002  | 0       | 0  | Lynx             | v. Gruzia, 26 September 2022          |
| TM | Harry Victor     | 29 tháng 1, 2004  | 0       | 0  | Lynx             | v. Gruzia, 2 June 2022PRE             |
| TM | Jamie Robba      | 26 tháng 10, 1991 | 8       | 0  | St Joseph's      | v. Quần đảo Faroe, 26 March 2022      |
|    |                  |                   |         |    |                  |                                       |
| HV | Jack Sergeant    | 27 tháng 2, 1995  | 48      | 0  | Lincoln Red Imps | v. Andorra, 19 November 2022PRE       |
| HV | Scott Wiseman    | 9 tháng 10, 1985  | 36      | 0  | Lincoln Red Imps | v. Liechtenstein, 16 November 2022PRE |
| HV | Ethan Santos     | 22 tháng 12, 1998 | 4       | 0  | Manchester 62    | v. Liechtenstein, 16 November 2022PRE |
| HV | Jamie Bosio      | 27 tháng 3, 1991  | 8       | 0  | Manchester 62    | v. Gruzia, 2 June 2022PRE             |
| HV | Lee Coombes      | 20 tháng 6, 1996  | 0       | 0  | Bruno's Magpies  | v. Gruzia, 2 June 2022PRE             |
| HV | Stefan Thorne    | 28 tháng 3, 2003  | 0       | 0  | Europa           | v. Gruzia, 2 June 2022PRE             |
| HV | Julian Britto    | 28 tháng 6, 2004  | 0       | 0  | Glacis United    | v. Grenada, 23 March 2022             |
| HV | Ethan Llambias   | 23 tháng 11, 2000 | 0       | 0  | Glacis United    | v. Grenada, 23 March 2022             |
|    |                  |                   |         |    |                  |                                       |
| TV | Scott Ballantine | 12 tháng 4, 1996  | 0       | 0  | Manchester 62    | v. Liechtenstein, 16 November 2022PRE |
| TV | Evan De Haro     | 28 tháng 9, 2002  | 0       | 0  | Lancaster City   | v. Liechtenstein, 16 November 2022PRE |
| TV | Alain Pons       | 16 tháng 9, 1995  | 26      | 0  | St Joseph's      | v. Bulgaria, 9 June 2022              |
| TV | Bilal Douah      | 25 tháng 7, 2003  | 0       | 0  | College 1975     | v. Gruzia, 2 June 2022PRE             |
| TV | Omar Salah       | 2 tháng 10, 2003  | 0       | 0  | Lynx             | v. Gruzia, 2 June 2022PRE             |
|    |                  |                   |         |    |                  |                                       |
| TĐ | Michael Yome     | 29 tháng 8, 1994  | 9       | 0  | St Joseph's      | v. Liechtenstein, 16 November 2022PRE |
| TĐ | Adam Gracia      | 28 tháng 5, 2001  | 0       | 0  | College 1975     | v. Gruzia, 2 June 2022PRE             |
| TĐ | Ellis Wilson     | 11 tháng 9, 2003  | 0       | 0  | Lions Gibraltar  | v. Gruzia, 2 June 2022PRE             |
| TĐ | Jaiden Bartolo   | 10 tháng 2, 2006  | 0       | 0  | Free agent       | v. Quần đảo Faroe, 26 March 2022      |

- INJ Rút lui vì chấn thương.
- PRE Đội hình sơ bộ.
- RET Đã chia tay đội tuyển quốc gia.